# 北海路街道
北海路街道，是中华人民共和国山東省潍坊市奎文区下辖的一个乡镇级行政单位。

## 行政区划
北海路街道下辖以下地区：
赵疃社区、北宫东街社区、十里堡社区、卧龙东街社区、北胡住社区、华银社区、南胡住西社区、南胡住南社区、南胡社区和南胡住东社区。